# Carrières souterraines de Kőbánya
Les carrières souterraines de Kőbánya ou réseau de caves de Kőbánya (en hongrois : Kőbányai pincerendszer) sont un vaste complexe de tunnels situé dans le 10e arrondissement de Budapest. Initialement mines de calcaire, elles ont été utilisées successivement comme caves à vin, brasseries et champignonnières. Une partie du réseau (147 m2) appartient à la municipalité d'arrondissement, tandis que le reste (33 m2) à la brasserie Dreher.